# ترجمان‌الاشواق
ترجمان‌الاشواق (به‌معنی: «مفسر/مترجم/راهنما/سرگذشت حسرت‌ها/آرزوها/امیال» مجموعه‌ای از ۶۱ شعر مستقل به زبان عربی در قالب شعری نسیب است که توسط عارف صوفی اندلسی، محی‌الدین ابن العربی (۱۱۶۵–۱۲۴۰) سروده شده‌است.
این کتاب به عنوان یکی از مهم‌ترین آثار ادبی تصوف در کنار نوشته‌های بزرگ‌ترین شعرای فارسی‌زبان قرار دارد. ابن عربی به نوشته خودش، در مکه در سال ۵۹۸ هجری قمری در مجلس درس یکی از استادان، «نظام»، دختر زیبا و دانای شیخ ابی شجاع بن رستم اصفهانی را دیده و زیبایی‌های ظاهری و معنوی نظام در وی اثر کرده، دلباخته او شده و این دلباختگی الهام‌بخش او در سرودن اشعار عارفانه و عاشقانه ترجمان‌الاشواق شده‌است. ظاهر اشعار ترجمان‌الاشواق با مفاهیم متداول در زندگی متعارف انسان‌ها پیوند دارد، اما ابن‌عربی در شرح آن، اشعار را با معانی عرفانی ربط داده‌است.
ابن عربی خود این دفتر شعر را در حلب توضیح داد و عنوان «فتح الذخائر والإغلاق شرح ترجمان الأشواق» به معنی «بازکردن مفاد و بستن شرح ترجمان الاشواق» برای آن انتخاب کرد. دلیل نوشتن این شرح آن بود که برخی از فقها در حلب، اسرار الهی موجود در آنها را انکار می‌کردند.
این کتاب که توسط نیکلسون در سال ۱۹۱۱ تحقیق، تصحیح و به زبان انگلیسی ترجمه و شرح شده‌است و در سال ۱۳۹۳ توسط گل‌بابا سعیدی از انگلیسی به فارسی برگردانده شده‌است.